# Integrale di Eulero
In matematica esistono due funzioni speciali note come integrali di Eulero:
1. l'integrale di Eulero del primo tipo: la funzione beta di Eulero
{\displaystyle \mathrm {\beta } (x,y)=\int _{0}^{1}t^{x-1}(1-t)^{y-1}\,dt}.
2. l'integrale di Eulero del secondo tipo: la funzione gamma di Eulero
{\displaystyle \Gamma (z)=\int _{0}^{\infty }t^{z-1}\,e^{-t}\,dt}.

Tramite il teorema di Fubini si dimostra un'importante relazione che lega le due funzioni e permette di esprimere la funzione beta rispetto alla funzione gamma, mostrando inoltre in maniera immediata la simmetria della beta:
{\displaystyle \beta (x,y)={\frac {\Gamma (x)\cdot \Gamma (y)}{\Gamma (x+y)}}}.
La funzione gamma è un'estensione del fattoriale ai numeri reali e ai complessi; per tale motivo le due funzioni assumono un'espressione più semplice nel dominio dei numeri naturali ({\displaystyle m,n\in \mathbb {N} }):
{\displaystyle \Gamma (n)=(n-1)!}
{\displaystyle \mathrm {\beta } (n,m)={(n-1)!(m-1)! \over (n+m-1)!}={n+m \over nm{n+m \choose n}}}.